# ギ酸3-メルカプト-3-メチルブチル
ギ酸3-メルカプト-3-メチルブチルは、化学式C6H12O2Sで表される有機硫黄化合物の一種である。

## 香り
カシスの代表的な香り成分の一つであり、高濃度では動物の体臭を思わせる匂いとなる。白ワイン用ブドウのソーヴィニヨン・ブランにみられる、ネコの尿を思わせる香りの成分の一つでもある。コーヒーにおいては、ケニアの高地で生産されるアラビカ種のコーヒー豆に特徴的に含まれる。本物質はコーヒー豆の焙煎過程で精油中のプレニルアルコール、ショ糖の加熱で生じるギ酸、含硫アミノ酸が反応して生成するが、この地で採れるコーヒー豆には、含硫アミノ酸の元となるコーヒーペプチドが他の産地の1.5倍ほど含まれることに起因すると考えられる。コーヒー抽出液中ではpH4.0前後で最も安定し、加水分解により減少する。工業的には3-メルカプト-3-メチル-1-ブタノールから合成される。
これまでにゴマおよびごま油から検出されたことはないが、ごま油にごく微量添加することによりゴマの香気を増強する効果が発見されている。